# Audrey Hepburn
Audrey Hepburn (Brussel·les, Bèlgica, 4 de maig del 1929 - Tolochenaz, Suïssa, 20 de gener del 1993) fou una actriu belga-britànica que realitzà la major part de la seva carrera artística als Estats Units. La seva fràgil bellesa i elegància característiques n'han fet una de les icones del cinema occidental. Va ser igualment molt activa com a ambaixadora del Fons de les Nacions Unides per a la Infància (UNICEF).

## Biografia
Va néixer a Ixelles, una comuna que forma part de Brussel·les. Fou la filla única d'una aristòcrata d'origen neerlandès, la baronessa Ella van Heemstra i d'un anglès, Joseph Victor Anthony Ruston, que treballava per a una casa important d'assegurances, la qual cosa l'obligava a canviar sovint de residència per raons de feina. Va ser batejada com a Audrey Kathleen Ruston, però més tard el seu pare es va fer canviar el nom (canviant, de retruc, el de la seva filla), que es va convertir en Hepburn-Ruston. Tenia dos germanastres, fills de l'anterior casament de la seva mare.
L'any 1935, els seus pares es van separar i Hepburn va ser enviada a un internat a Anglaterra. Després que el Regne Unit declarés la guerra a Alemanya el setembre de 1939, la mare de Hepburn va traslladar la seva filla a Arnhem amb l'esperança que, com durant la Primera Guerra Mundial, els Països Baixos fossin neutrals i s'estalviessin un atac alemany. Allà, Hepburn va assistir al Conservatori d'Arnhem de 1939 a 1945. Havia començat a prendre classes de ballet durant els seus últims anys a l'internat, i va continuar formant-se a Arnhem sota la tutela de Winja Marova, convertint-se en la seva "alumne estrella". Després que els alemanys envaïssin els Països Baixos el 1940, Hepburn va utilitzar el nom d'Edda van Heemstra, perquè un nom que sonava "anglès" es considerava perillós durant l'ocupació alemanya. La seva família es va veure profundament afectada per l'ocupació, i Hepburn va afirmar més tard que «si haguéssim sabut que estaríem ocupats durant cinc anys, tots ens hauríem disparat. Vam pensar que podria acabar la setmana vinent... sis mesos... l'any que ve. … així ho hem passat».
El 1942, el seu oncle, Otto van Limburg Stirum (marit de la germana gran de la seva mare, Miesje), va ser executat en represàlia per un acte de sabotatge per part del moviment de resistència; tot i que no havia participat en l'acte, va ser un objectiu a causa del protagonisme de la seva família a la societat holandesa. Aquests esdeveniments familiars van ser el punt d'inflexió en l'actitud de la mare d'Hepburn, que havia coquetejat amb el nazisme fins a aquest moment. El mig germà d'Hepburn, Ian, va ser deportat a Berlín per treballar en un camp de treball alemany, i el seu altre germanastre Alex es va amagar per evitar la mateixa sort.
Després de la mort del seu oncle, Hepburn, Ella i Miesje van deixar Arnhem per viure amb el seu avi, el baró Aarnoud van Heemstra a la propera Velp. Per aquella època, Hepburn va oferir actuacions de dansa silenciosa que, segons es diu, van servir per recaptar diners per a l'esforç de la resistència holandesa. Durant molt de temps es va creure que va participar ella mateixa en la resistència neerlandesa però el 2016 el Museu Airborne va informar que després d'una investigació exhaustiva no havia trobat cap prova d'aquestes activitats. Un llibre de 2019 de Robert Matzen va proporcionar proves, basades en les declaracions personals de Hepburn, que ella havia donat suport a la resistència fent "concerts clandestins" per recaptar diners, lliurar el diari clandestí i portar missatges i menjar als voladors aliats abatuts que s'amagaven als boscos al nord de Velp. També es va oferir voluntària en un hospital que era el centre de les activitats de resistència a Velp, segons Hepburn, la seva família va amagar temporalment un paracaigudista britànic a casa seva durant la batalla d'Arnhem. A part d'altres esdeveniments traumàtics, va presenciar el transport de jueus neerlandesos a camps de concentració, afirmant més tard que «més d'una vegada vaig estar a l'estació veient trens carregats de jueus transportats, veient totes aquestes cares per sobre del vagó. Recordo, molt clarament, un nen petit dret amb els seus pares a l'andana, molt pàl·lid, molt ros, amb un abric massa gran per a ell, i va pujar el tren. Jo era una nena observant un nen.»
Després del desembarcament aliat al Dia D, les condicions de vida van empitjorar i, posteriorment, Arnhem va ser molt danyada durant l'Operació Market Garden. Durant la Gran Fam Neerlandesa del 1944, els alemanys van dificultar o reduir els ja limitats subministraments d'aliments i combustible als civils en represàlia pels atacs ferroviaris holandesos que es duien a terme per interrompre l'ocupació. Com altres, la família d'Hepburn va recórrer a fer farina amb bulbs de tulipa per coure pastissos i galetes, una font d'hidrats de carboni amb midó; els metges holandesos van proporcionar receptes per utilitzar bulbs de tulipa durant la fam. Patint a causa dels efectes de la malnutrició, un cop acabada la guerra, Hepburn va emmalaltir greument amb icterícia, anèmia, edema i una infecció respiratòria. L'octubre de 1945, Ella va demanar ajuda a Micky Burn, un antic amant i oficial de l'exèrcit britànic amb qui havia mantingut correspondència mentre ell era presoner de guerra al Castell de Colditz. Va enviar milers de cigarrets, que ella va poder vendre al mercat negre i així comprar la penicil·lina que va salvar la vida d'Hepburn. La situació financera de la família Van Heemstra va canviar significativament amb l'ocupació, durant la qual moltes de les seves propietats (inclosa la seva finca principal a Arnhem) van ser danyades o destruïdes.
Després de la guerra, va seguir estudiant dansa a Anglaterra i va actuar en diverses obres teatrals musicals. Gràcies a la seva figura alta i prima, també va introduir-se en el món de la moda.

### Carrera al cinema
Va iniciar-se en el cinema l'any 1948, tot participant en un documental neerlandès. A partir d'aleshores, començà a actuar cada cop més sovint en papers de figurant, sense acabar de decidir-se a escollir entre una carrera de ballarina o d'actriu. Durant la filmació a França de Monte Carlo Baby, l'any 1951, l'escriptora Colette li va proposar interpretar el paper de la protagonista de la seva obra Gigi, que s'estava muntant com a espectacle musical a Broadway. Hepburn va acceptar i va aconseguir-hi un èxit notable.

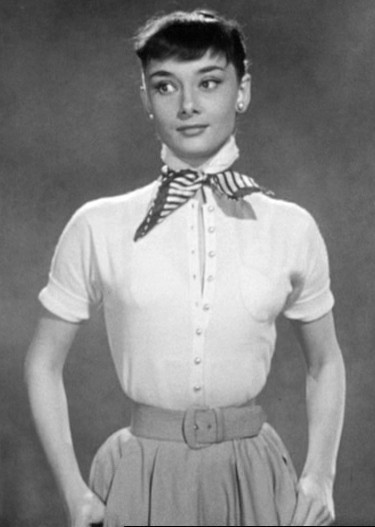
Audrey Hepburn a Vacances a Roma (1953)

El 1953, va ser la protagonista de la pel·lícula de William Wyler Vacances a Roma, una comèdia romàntica co-protagonitzada per Gregory Peck. Per a la pel·lícula Vacances a Roma, la producció havia previst contractar Elizabeth Taylor. Fou el director, William Wyler, qui va preferir prendre Audrey Hepburn en veure-la durant les proves del càsting.
Més tard, Wyler va comentar: "Tenia tot el que buscava: encant, innocència i talent. També era molt divertida. Era absolutament encantadora i vam dir: 'Aquesta és la noia!" Originalment, la pel·lícula havia de tenir només el nom de Gregory Peck a sobre del títol, amb "Presentació d'Audrey Hepburn" a sota amb una lletra més petita. Peck va suggerir a Wyler que ho modifiqués perquè el nom d'ella també aparegués abans del títol, i en un tipus tan gran com el seu: "Has de canviar-ho perquè serà una gran estrella, i jo semblaré un gran idiota." El film, que explica la història d'amor entre una princesa europea i un periodista nord-americà, fou tot un èxit: Hepburn obtingué nombrosos premis, entre els quals el seu únic i llavors inesperat Oscar a la millor actriu, un BAFTA a la millor actriu i un Globus d'Or a la millor actriu dramàtica, i esdevingué una nova icona de Hollywood.
Amb els seus ulls grossos, l'esguard sorprès i l'aspecte infantil, Audrey Hepburn suposà una innovació en els cànons de bellesa dels anys 50, allunyada de les carnoses Jane Russell, Marilyn Monroe o Jayne Mansfield. La seva elegància i aparença distingida fou molt ben aprofitada en comèdies romàntiques com Sabrina (1954), una de les seves pel·lícules més conegudes, Funny Face (1957) o Love in the Afternoon (1957). Tot i així, també va ser una gran intèrpret de papers dramàtics.
Durant aquest període, també protagonitzà altres films importants com Guerra i pau (1956), Green Mansions (1958) i Història d'una monja (1959).
L'any 1954, es va casar amb l'actor i director Mel Ferrer. Van treballar junts en el cinema en dues ocasions: Guerra i pau i Trobada a París. Quatre anys després de realitzar aquest darrer film es divorciarien. Van tenir un fill, Sean, nascut l'any 1960.

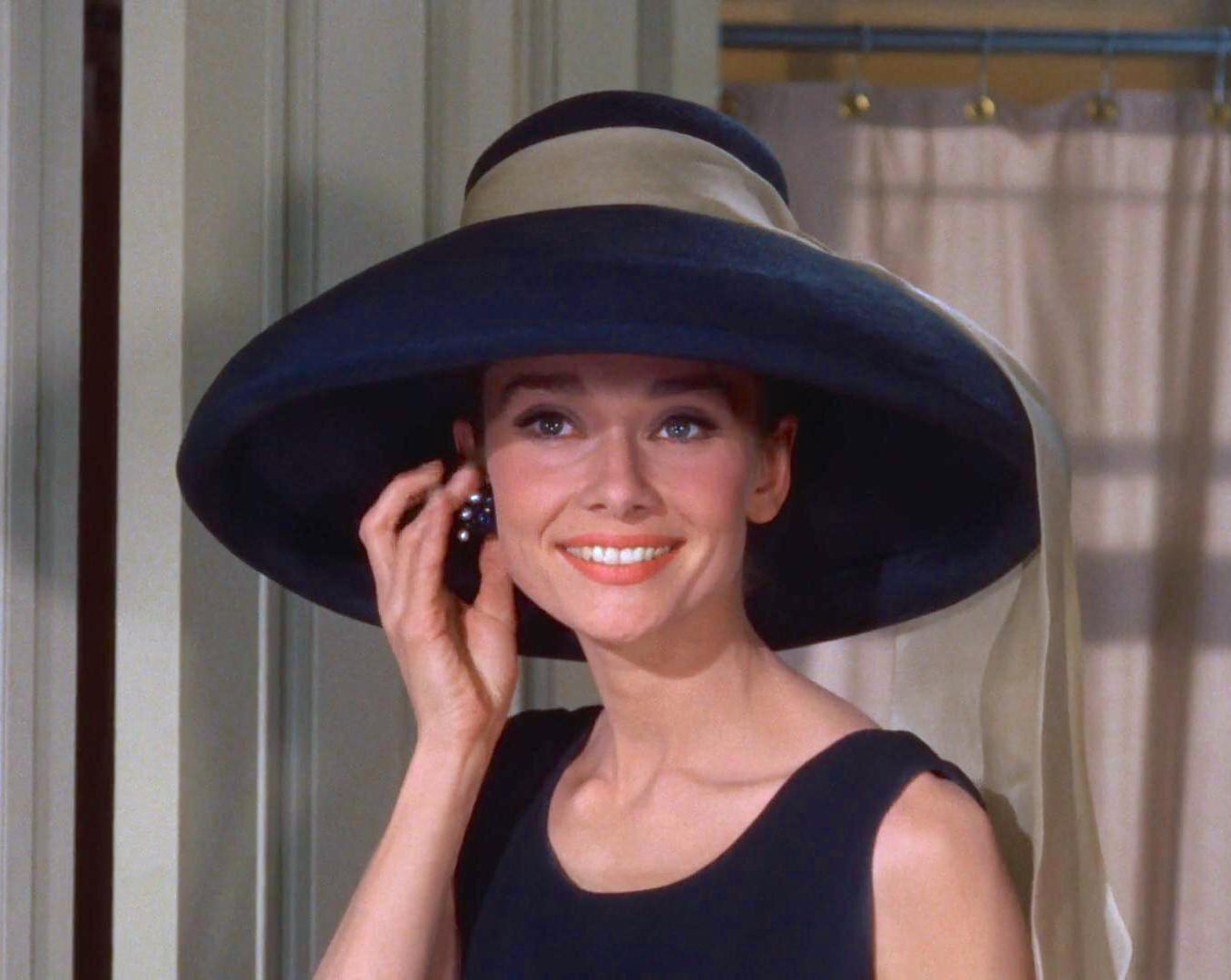
Hepburn com a Holly Golightly a Esmorzar amb diamants (1961)

Els anys 60 serien igualment prolífics per Audrey Hepburn, on intervingué en títols emblemàtics com Esmorzar amb diamants (1961), Xarada (1963), My Fair Lady (1964), How to Steal a Million (1966) o Sola en la foscor (1967). Actuà al costat d'actors tan importants com Burt Lancaster, Cary Grant, Humphrey Bogart, Gary Cooper, Fred Astaire o Rex Harrison, i de joves talents com George Peppard i Albert Finney. Va estar nominada als Oscars cinc vegades i va obtenir nombrosos guardons més.
Després del casament amb el metge Andrea Dotti, l'any 1969 (es divorciarien el 1982 havent tingut un altre fill, Luca, nascut l'any 1970), Audrey Hepburn pràcticament es va retirar del món cinema. Va tornar-hi esporàdicament, entre d'altres, el 1976, amb la crepuscular història sobre Robin Hood titulada Robin i Marian i coprotagonitzada per Sean Connery i amb Always (1989), de Steven Spielberg.

### Darrers anys
Durant els anys 80, Hepburn es va dedicar a obres humanitàries, ocupant-se d'infants en tant que ambaixadora especial de l'UNICEF. Amb aquesta missió, va realitzar una cinquantena de viatges per països del "tercer món", fins que la manifestació d'un càncer d'apèndix (pseudomixoma peritoneal) li ho va impedir. Aquesta tasca seria recompensada, entre d'altres, l'any 1992, amb un premi honorífic de l'Acadèmia, el "Jean Hersholt".
Els darrers nou anys de la seva vida, els va compartir amb l'actor holandès Robert Wolders i ella els va considerar com "els millors que havia viscut mai".
Morí a Suïssa el 20 de gener del 1993, a l'edat de 63 anys.

## Família i relacions
Durant la guerra, als Països Baixos ocupats pels alemanys, la seva mare li va canviar el nom i el cognom per por de la seva consonància massa anglesa: Audrey Hepburn es va convertir en Edda van Heemstra. Per contra, el pare d'Audrey Hepburn fou un simpatitzant del nazisme, mentre altres familiars van formar part de la resistència. Es diu que ella mateixa va participar-hi transportant missatges amb bicicleta quan era petita.
Va sortir amb William Holden, a qui conegué durant el rodatge de Sabrina, però va acabar amb la relació en saber que s'havia fet la vasectomia, cosa que impedia el seu gran desig de tenir fills. Audrey Hepburn tingué diversos avortaments, que la van fer patir molt.

## Llegat
El modista parisenc Hubert de Givenchy quedà fascinat per la seva silueta i acabà realitzant la quasi totalitat dels vestits que l'actriu lluí en les seves pel·lícules. Actualment, Audrey Hepburn continua sent una icona de la bellesa i l'elegància que inspira els dissenyadors de moda.
L'American Film Institute va nomenar Hepburn com la tercera actriu femenina més rellevant de tots els temps. En els seus últims anys, Hepburn va mantenir una presència visible en el món del cinema. Va rebre un homenatge de la Film Society at Lincoln Center el 1991 i va ser una presentadora freqüent en els Oscars. Així mateix, Hepburn va ser guardonada amb quatre premis pòstums, inclòs el Premi Humanitari Jean Hersholt 1993, així com diversos Grammy i Emmy. També ha estat objecte de moltes biografies després de la seva mort, i l'any 2000 es va estrenar una dramatització de la seva vida titulada La vida d'Audrey Hepburn, protagonitzada per Jennifer Love Hewitt i Emmy Rossum en els papers de Hepburn adulta i nena respectivament. La pel·lícula conclou amb imatges reals d'Audrey Hepburn durant una de les seves últimes aparicions públiques en qualitat de col·laboradora d'Unicef.
En el 2007 es va subhastar un vestit que va lluir l'actriu en la pel·lícula Breakfast at Tiffany's per un preu de 467.200 lliures (uns 700.500 euros), destinant els diners a un projecte impulsat per l'escriptor Dominique Lapierre per a dues escoles a Bengala.
Molts volien veure a Audrey Hepburn com una icona de la moda, però ella mateixa sempre fugia d'etiquetes i de falsos premis, per la qual cosa sempre es va mantenir fidel a Givenchy, el modista que va crear per a ella el seu perfum L'Interdit.

## Filmografia
| Any  | Títol original                                      | Títol en català             | Director                       | Paper                                | Notes |
| ---- | --------------------------------------------------- | --------------------------- | ------------------------------ | ------------------------------------ | --- |
| 1948 | Nederlands in 7 lessen                              | "Neerlandès en set lliçons" | Charles Hugenot Van der Linden | Assistenta de vol                    | |
| 1951 | One Wild Oat                                        |                             | Charles Saunders               | Recepcionista d'hotel                | |
| 1951 | Laughter in Paradise                                |                             | Mario Zampi                    | Venedora de tabac                    | |
| 1951 | Young Wives' Tale                                   |                             | Henry Cass                     | Eve Lester                           | |
| 1951 | The Lavender Hill Mob (Oro en barras)               |                             | Charles Crichton               | Chiquita                             | |
| 1952 | The Secret People                                   |                             | Thorold Dickinson              | Nora Brentano                        | |
| 1952 | Monte Carlo Baby                                    |                             | Jean Boyer i Lester Fuller     | Linda Farrell                        | Durant el rodatge, la novel·lista francesa Colette la va descobrir i escollir per a representar Gigi a Broadway                        |
| 1952 | Nous irons à Monte Carlo (Americanos en Montecarlo) |                             | Jean Boyer                     | Melissa Walter                       | Versió francesa de Monte Carlo Baby.                                                                                                   |
| 1953 | Roman Holiday                                       | Vacances a Roma             | William Wyler                  | Princesa Ann                         | Obté l'Oscar a la millor actriu. Obté el Premi BAFTA a la millor actriu. Obté el Premi Globus d'Or a la millor actriu dramàtica.       |
| 1954 | Sabrina                                             | Sabrina                     | Billy Wilder                   | Sabrina Fairchild                    | Nominació a l'Oscar a la millor actriu. Nominació al Premi BAFTA a la millor actriu.                                                   |
| 1956 | War and Peace                                       | Guerra i pau                | King Vidor                     | Natasha Rostova                      | Nominació al Globus d'Or a la millor actriu dramàtica. Nominació al Premi BAFTA a la millor actriu.                                    |
| 1957 | Funny Face (Una cara con ángel)                     |                             | Stanley Donen                  | Jo                                   | |
| 1957 | Love in the Afternoon (Ariane)                      |                             | Billy Wilder                   | Ariane Chavasse                      | Nominació al Globus d'Or a la millor actriu musical o còmica.                                                                          |
| 1959 | Green Mansions (Mansiones verdes)                   |                             | Mel Ferrer                     | Rima                                 | |
| 1959 | The Nun's Story                                     | Història d'una monja        | Fred Zinnemann                 | Germana Luke (Gabrielle van der Mal) | Nominació a l'Oscar a la millor actriu. Obté el Premi BAFTA a la millor actriu. Nominació al Globus d'Or a la millor actriu dramàtica. |
| 1960 | The Unforgiven                                      | Els que no perdonen         | John Huston                    | Rachel Zachary                       | |
| 1961 | Breakfast at Tiffany's                              | Esmorzar amb diamants       | Blake Edwards                  | Holly Golightly                      | Nominació a l'Oscar a la millor actriu.                                                                                                |
| 1961 | The Children's Hour                                 | La calúmnia                 | William Wyler                  | Karen Wright                         | |
| 1963 | Charade                                             | Xarada                      | Stanley Donen                  | Regina Lampert                       | Nominació al Globus d'Or a la millor actriu musical o còmica. Obté el Premi BAFTA a la millor actriu.                                  |
| 1964 | Paris, When It Sizzles (Encuentro en París)         |                             | Richard Quine                  | Gabrielle Simpson                    | |
| 1964 | My Fair Lady                                        | My Fair Lady                | George Cukor                   | Eliza Doolittle                      | Nominació al Globus d'Or a la millor actriu musical o còmica.                                                                          |
| 1966 | How to Steal a Million (Cómo robar un millón)       |                             | William Wyler                  | Nicole Bonnet                        | |
| 1967 | Two for the Road                                    | Dos a la carretera          | Stanley Donen                  | Joanna Wallace                       | Nominació al Globus d'Or a la millor actriu musical o còmica.                                                                          |
| 1967 | Wait Until Dark (Sola en la oscuridad)              | Sola en la foscor           | Terence Young                  | Susy Hendrix                         | Nominació a l'Oscar a la millor actriu. Nominació al Globus d'Or a la millor actriu dramàtica.                                         |
| 1976 | Robin and Marian                                    | Robin i Marian              | Richard Lester                 | Lady Marian                          | |
| 1979 | Bloodline (Lazos de sangre)                         |                             |                                | Elizabeth Roffe                      | |
| 1981 | They All Laughed                                    | Tothom va riure             | Peter Bogdanovich              | Angela Niotes                        | |
| 1989 | Always                                              | Per sempre                  | Steven Spielberg               | Hap                                  | |

### Televisió i teatre
| Any  | Títol                              | Paper                    | Observacions |
| ---- | ---------------------------------- | ------------------------ | --- |
| 1949 | High Button Shoes                  | Corista                  | Teatre Musical |
| 1949 | Sauce Tartare                      | Corista                  | Teatre Musical |
| 1950 | Sauce Piquante                     | Actriu principal         | Teatre Musical |
| 1951 | Gigi                               | Gigi                     | Estrenada al Fulton Theatre de Broadway el 24 de novembre de 1951. Hepburn obtingué l'any 1952 el Theatre World Award.             |
| 1952 | Tallers Televisius de la CBS       |                          | Episodi titulat "Rainy Day at Paradise Junction"                                                                                   |
| 1954 | Ondine                             | Nimfa aquàtica           | En cartell a Broadway del 18 de febrer al 26 de juny. Obtingué el Premi Tony a la millor actriu. Co-protagonitzada amb Mel Ferrer. |
| 1957 | Mayerling                          | Maria Vetsera            | Representada a la televisió americana en directe i al teatre a Europa.                                                             |
| 1987 | Love Among Thieves                 | Baronessa Caroline DuLac | Telefilm. |
| 1993 | Jardins del Món amb Audrey Hepburn |                          | Programa informatiu. |